# ヴェネツィア宮殿

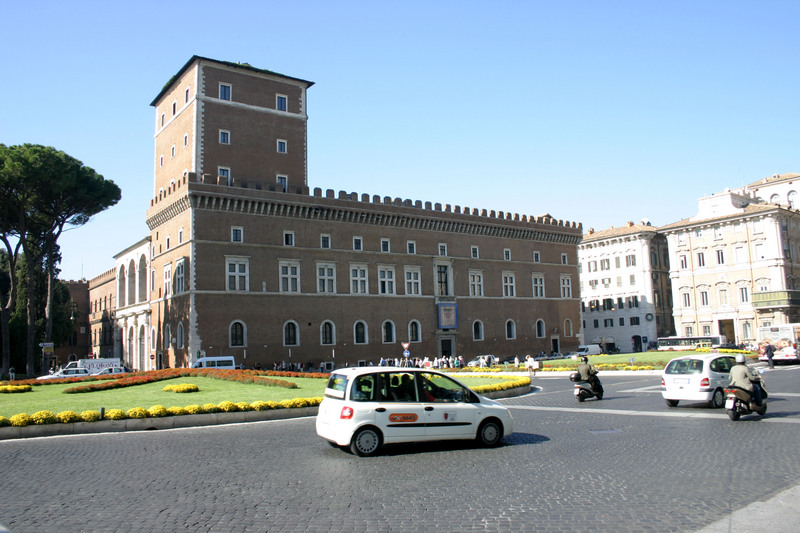
ヴェネツィア宮殿

ヴェネツィア宮殿（イタリア語: Palazzo Venezia）は、イタリアの首都ローマ中心部にある宮殿（パラッツォ）。カンピドリオの北に位置し、ヴェネツィア広場に面している（広場の名はこの宮殿にちなむ）。
宮殿の敷地内にはサン・マルコ教会が建つ。もともとこの教会に任命された枢機卿（伝統的にヴェネツィア出身者が任命されてきた）の住居がこの館の起源である。15世紀に館の主となった枢機卿ピエトロ・バルボ（のちの教皇パウルス2世）らによって大規模な拡張・改築が行われ、ルネサンス建築初期の特徴を有する複合建築物に発展した。その後はヴェネツィア共和国、次いでオーストリアの大使館となった。ファシスト政権期にはベニート・ムッソリーニが官邸として用いたことで知られている。現在、この建物はパラッツォ・ヴェネツィア国立博物館 (Museo nazionale del Palazzo di Venezia) として使われている。

## 歴史

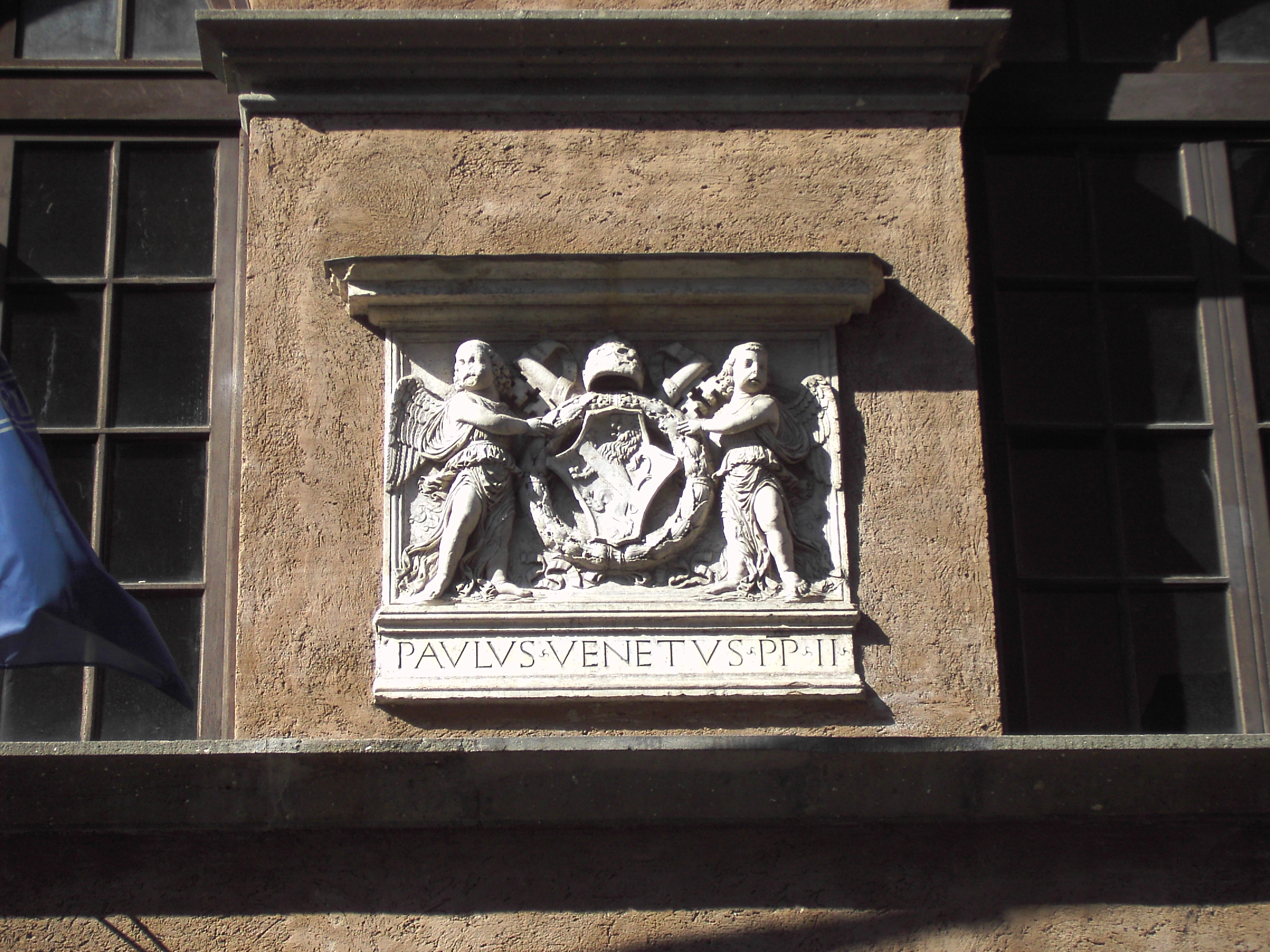
ピエトロ・バルボ（教皇パウルス2世）の紋章

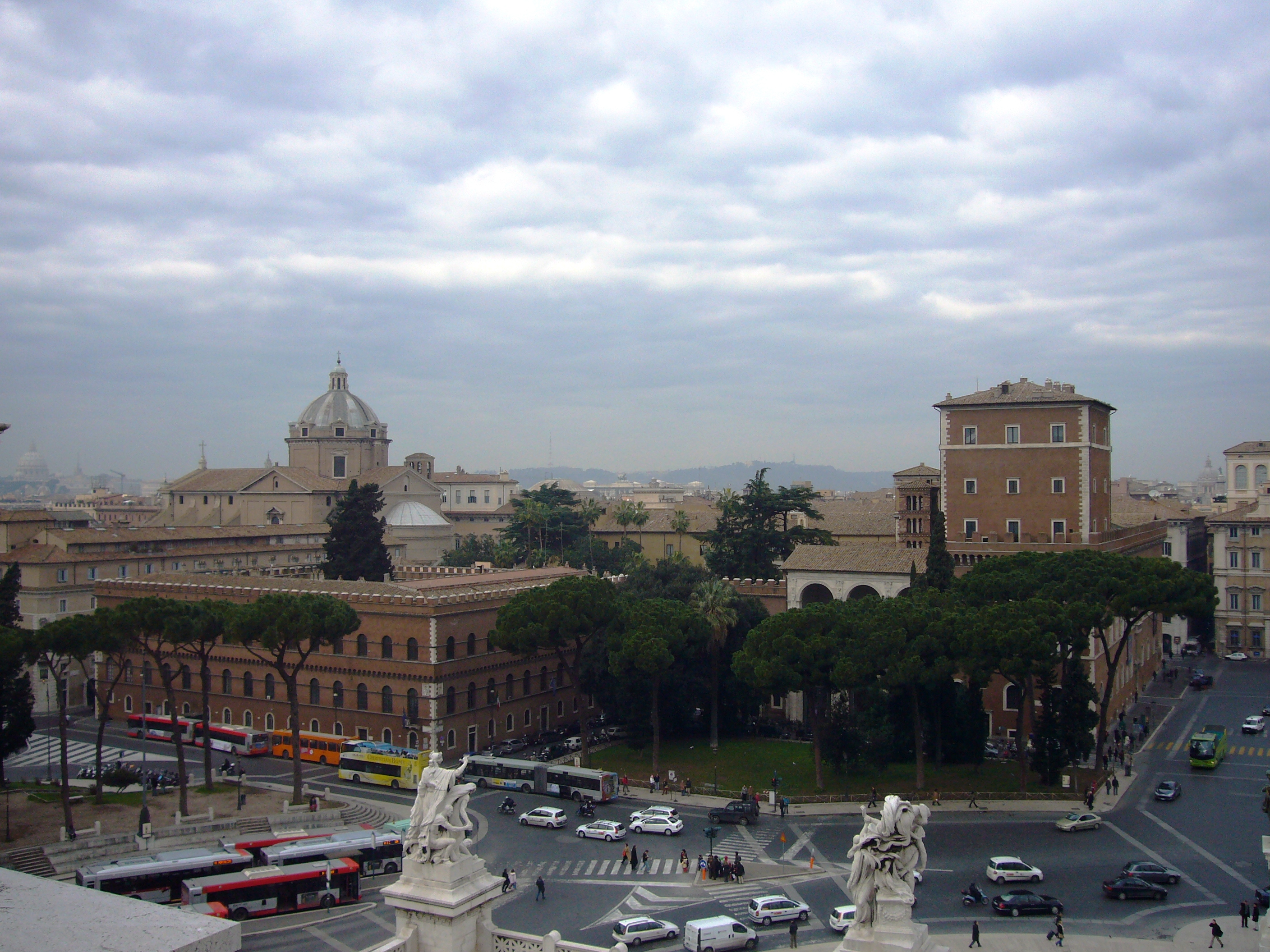
ヴィットーリオ・エマヌエーレ2世記念堂のテラスから北西方向に撮影。ヴェネツィア広場の松林の上に顔をのぞかせるのがヴェネツィア宮殿の塔である（右）。左のドームは、隣接するジェズ教会のもの。

この建築はもともと、サン・マルコ教会 (San Marco Evangelista al Campidoglio, Rome) に任命された枢機卿の住居として意図された、ささやかな中世の住居であった。
1451年、この建物の新たな所有者となった枢機卿ピエトロ・バルボ（教皇エウゲニウス4世の甥。のちの教皇パウルス2世）は、あらたなレイアウトを行った。それにより建物は要塞化され、半地下が設けられ、ピアノ・ノビーレ（主階）として機能するメザニン（中二階）が作られた。バシリカと、現在ある広場を見渡せる宮殿の門との間の土地が小規模に拡張され、小規模な塔が築かれた。異例な大きさの建物であったが、枢機卿の威厳ある住居ではあり、1455年にピエトロ・バルボは記念メダルを鋳造して、この建物を誇っている。1455年当時この建物は、全体的にはマッシブで狭間胸壁を配する中世的な構造ではあったが、ローマにおいてルネサンス建築の特徴のいくつかを打ち出した最初の建物のひとつであった。
ファサードの右側にある中世の塔を中心に拡張が行われることによって、敷地には古代に建造されたサン・マルコ教会（336年に教皇マルクスによって設立された）が完全に組み込まれることになった。それ以後も宮殿は頻繁に改築が行われた。
宮殿をつくるための石材は、近くにあるコロッセオから切り出された（これは、18世紀までローマでは一般的に行われたことである）。設計者は、伝統的にレオン・バッティスタ・アルベルティに帰せられている。ヴェネツィア出身の枢機卿であったピエトロ・バルボは、アルベルティのパトロンであった。ピエトロ・バルボは、教皇パウルス2世（在位: 1464年 - 1471年）となったあともこの宮殿に居住し続けた。
パウルス2世の死後、建築事業は彼の甥であるアクイレイア総大司教マルコ・バルボによって引き継がれた。建築事業は中断し、緑豊かな中庭を囲む列柱のロッジアは計画の4分の1ほどにとどまった。完全なルネサンス様式のデザインはジュリアーノ・ダ・マイアーノによるものである。
建物は教皇所有の住居となったが、1564年にピウス4世は、ヴェネツィア共和国との友誼を得るため、建物の一部をヴェネツィア共和国に提供した。ヴェネツィア共和国は、建物の維持管理や将来の修復を提供することとなった。建物は、ヴェネツィアの大使館として、またサン・マルコ教会の名義枢機卿（伝統的にヴェネツィア出身者が任命された）のために使用された。
ヴェネツィア共和国が消滅したカンポ・フォルミオ条約（1797年）以後、この建物はオーストリアが引き継ぎ、19世紀を通じてバチカンに派遣されたオーストリアの大使館となった。1916年、第一次世界大戦においてオーストリア＝ハンガリー帝国と戦っていたイタリア王国はこの建物を接収した。大戦後のサン＝ジェルマン条約（1919年）で建物の所有権が正式にイタリアに譲渡されることが確認された。建物はその後改修を受けた。
ファシスト政権の時代、ベニート・ムッソリーニは、ヴェネツィア宮殿の Sala del mappamondo（世界地図の間）を彼の執務室としていた。ヴェネツィア広場に面したバルコニーは、1936年5月9日のイタリア帝国宣言（アディスアベバ征服についてのムッソリーニの演説）など、広場に集まった群衆への数々の著名な演説の舞台となった。国家の最高意思決定機関と位置づけられたファシズム大評議会の主要な会議場であり、1943年7月24日に開かれた最後の大評議会（この時にムッソリーニの首相退任を要求するグランディ決議が行われた）もここで挙行された。
現在この建物を使用しているパラッツォ・ヴェネツィア国立博物館は、キリスト教時代初期からルネサンス時代初期にかけての美術品（主に陶器、タペストリー、彫像）を納めたギャラリーである。

## 周辺

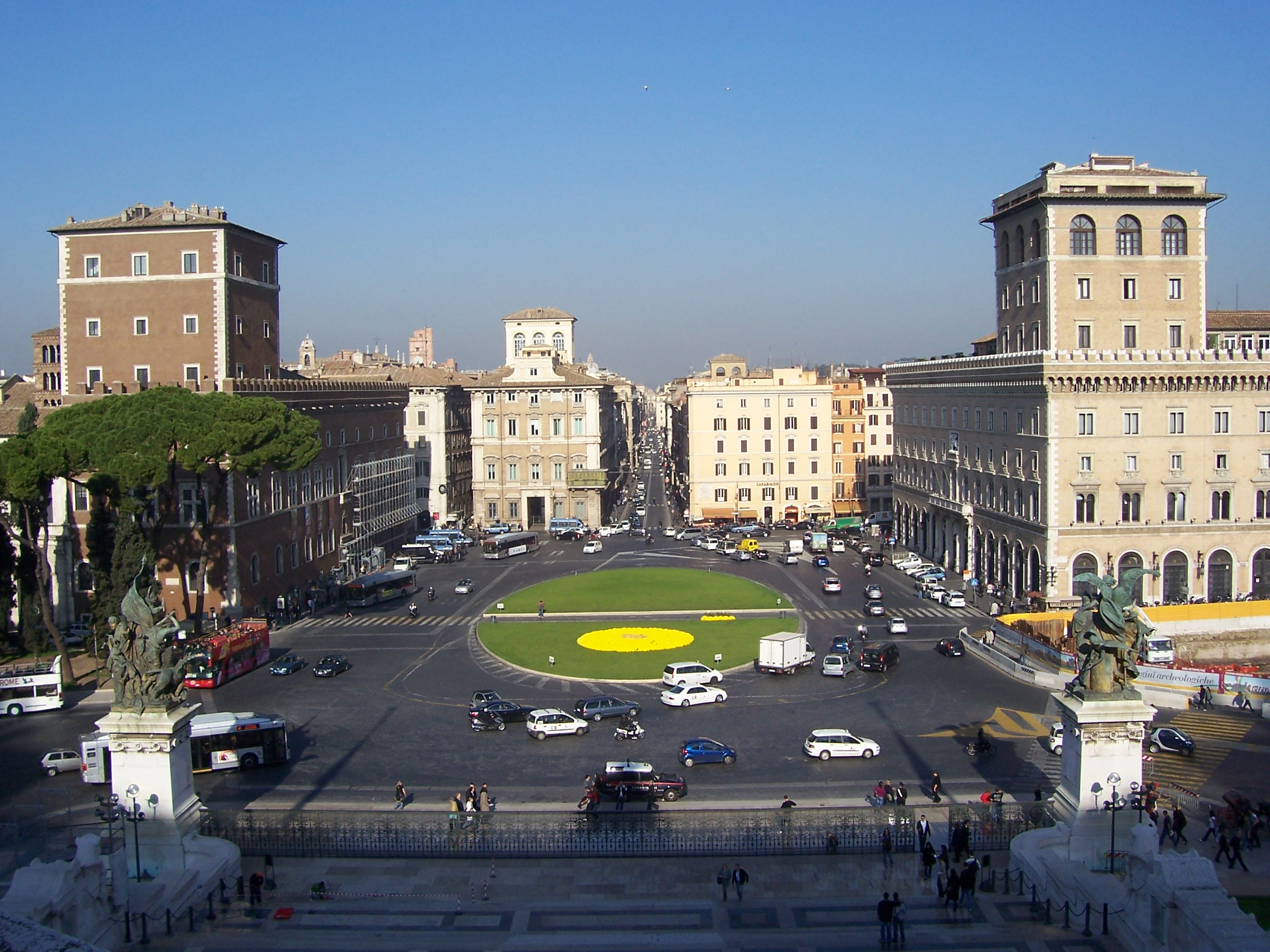
ヴィットーリオ・エマヌエーレ2世記念堂から広場を撮影（2009年）。左手（西側）にヴェネツィア宮殿。右手（東側）にあるのがゼネラリ保険ビル。正面に延びるのはコルソ通り

1910年に、ヴィットーリオ・エマヌエーレ2世記念堂の建設に際して、イタリア政府はヴェネツィア広場を拡張し、広場の反対側に黄色のレンガでヴェネツィア宮殿のレプリカを建設した。この建物は現在、ヴェネツィアの獅子をロゴに掲げるゼネラリ保険のオフィスとして使われている。広場の南側にあった「ヴェネツィア小宮殿」(Palazzetto di Venezia) は、解体されて広場の南西に再建された。
2010年には、ムッソリーニの秘密防空壕（未完成）が建物の下から発見された。

## ギャラリー

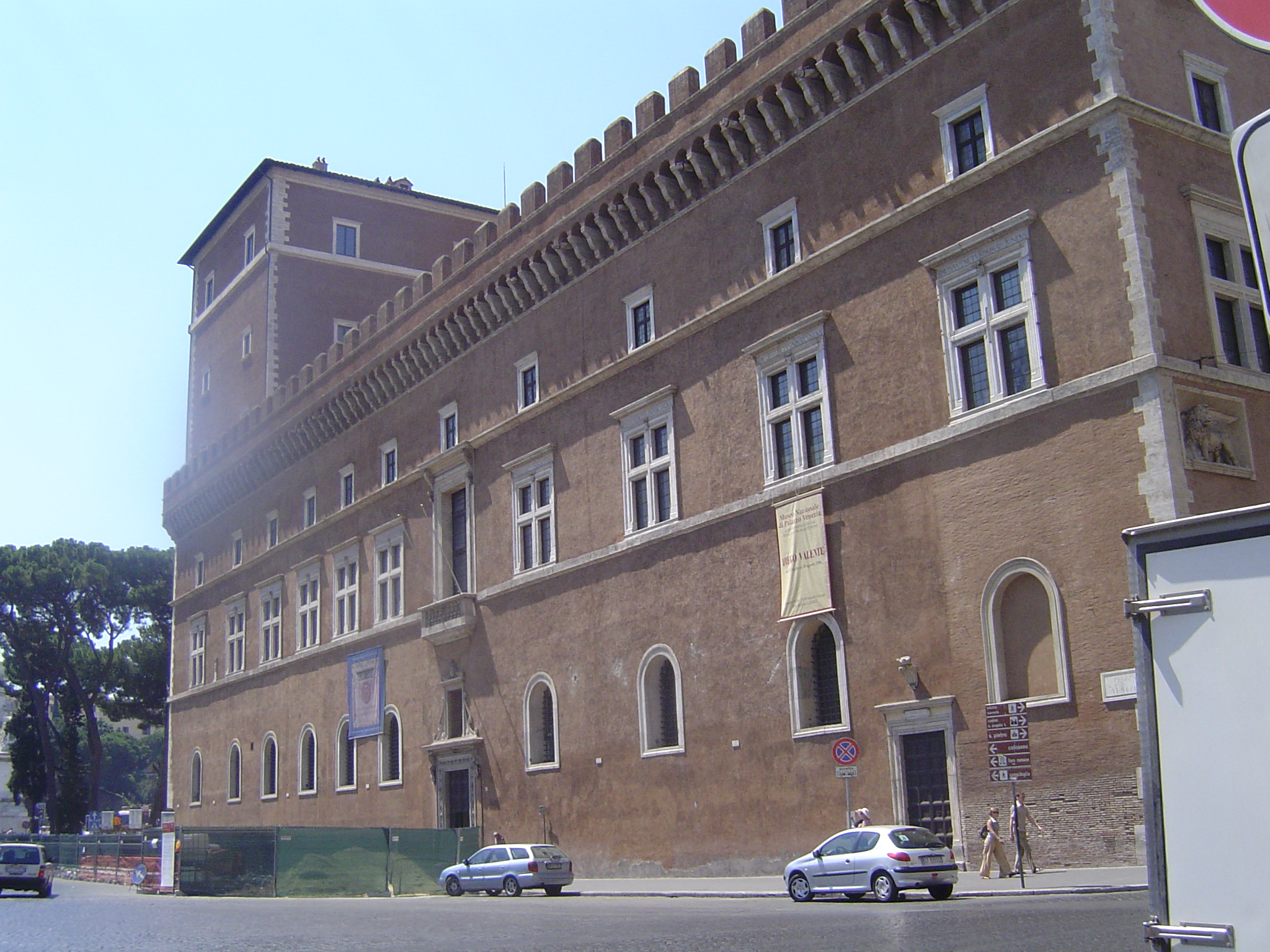
ヴェネツィア広場に面したファサード。

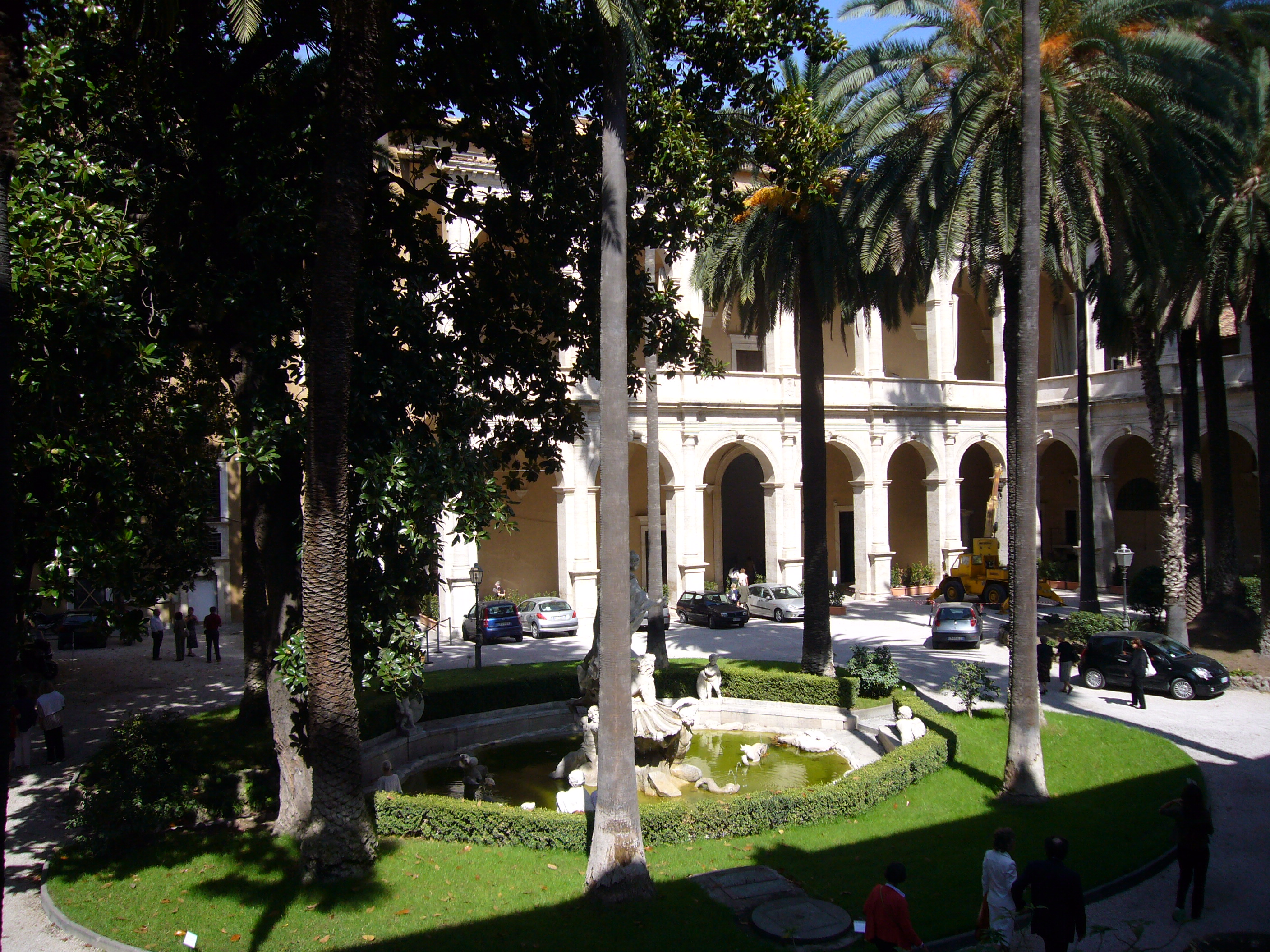
Palazzo Venezia cortile grande
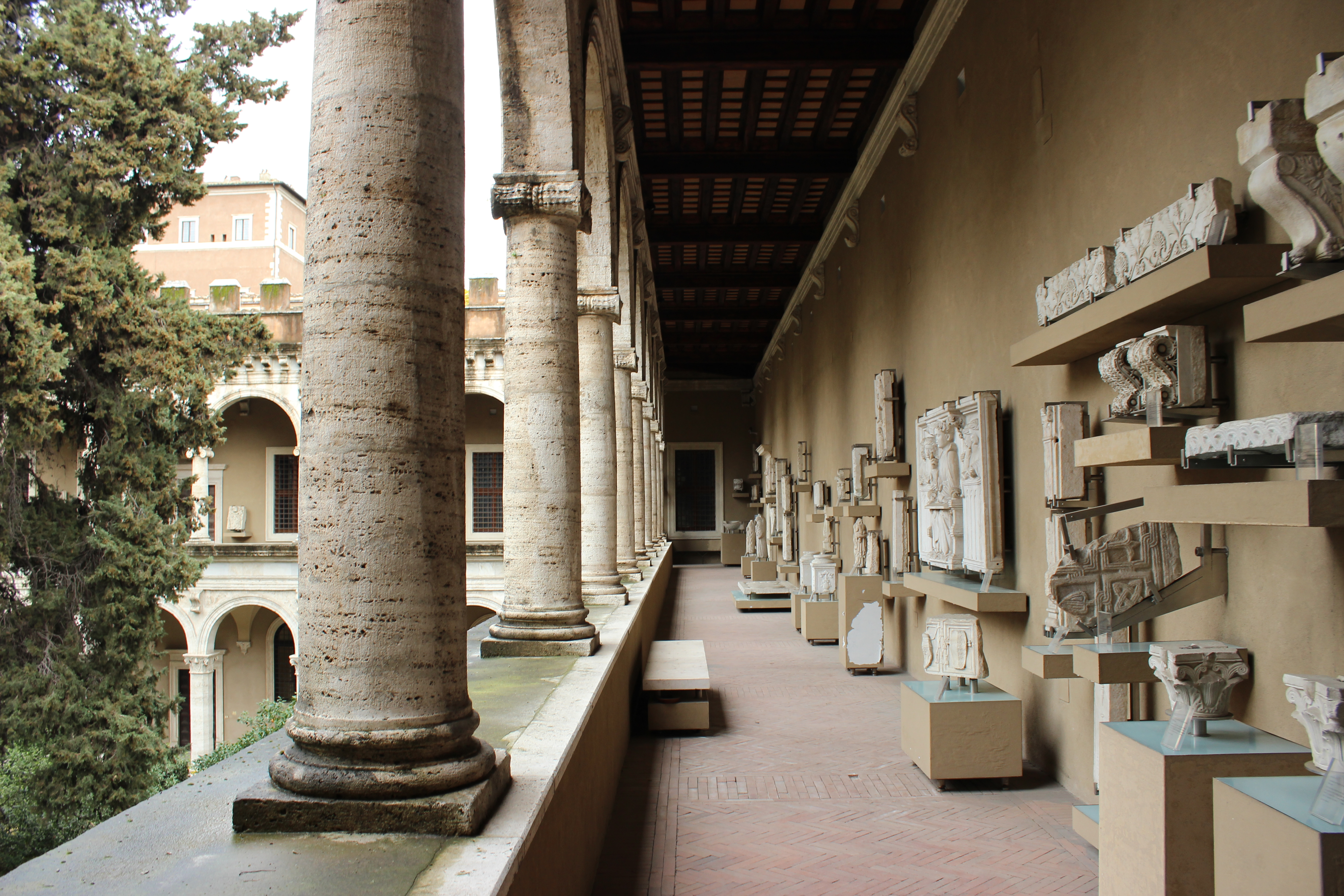
Palazzo Venezia Roma
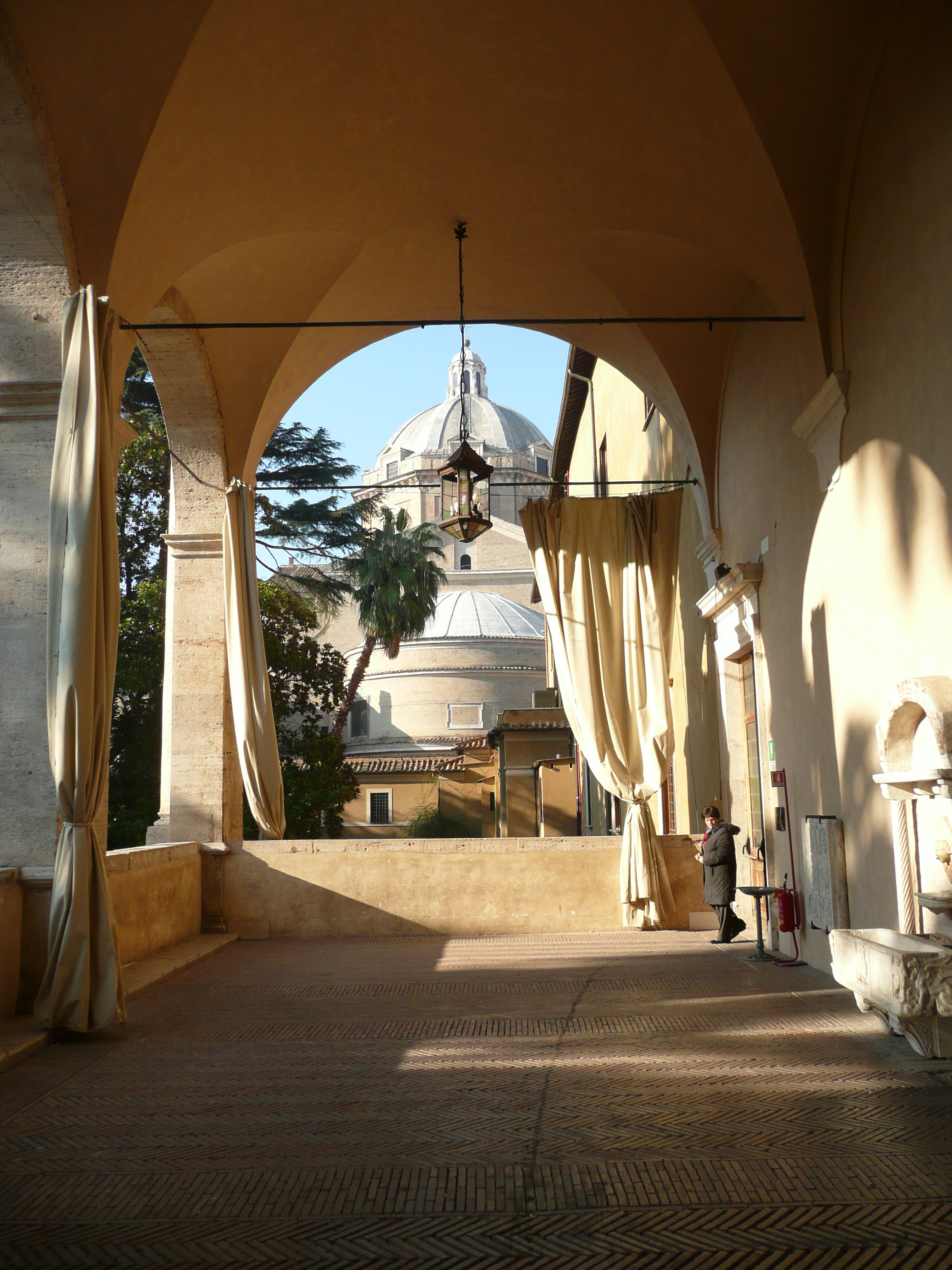
Palazzo Venezia loggia
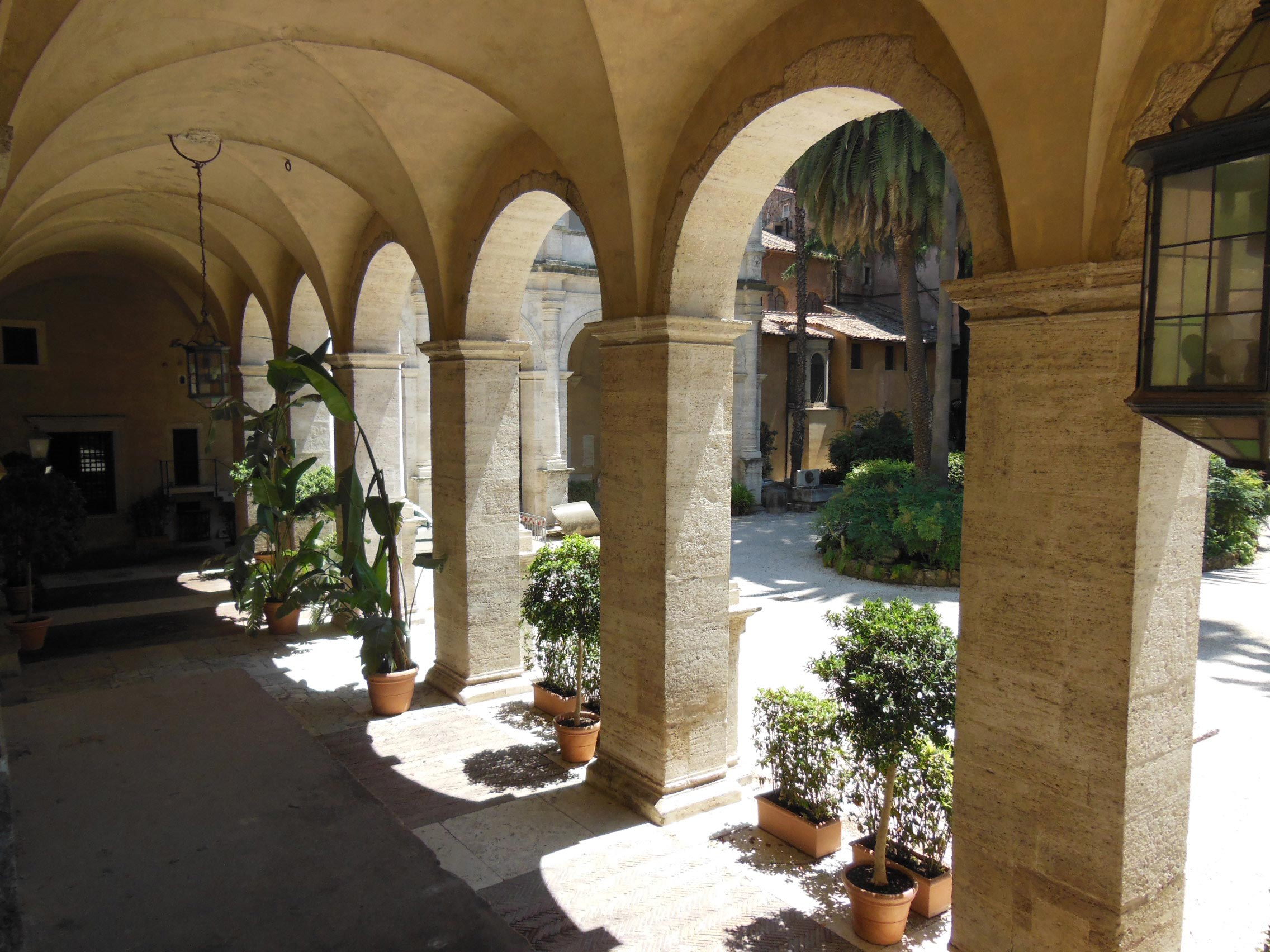